# Utcai terepjáró

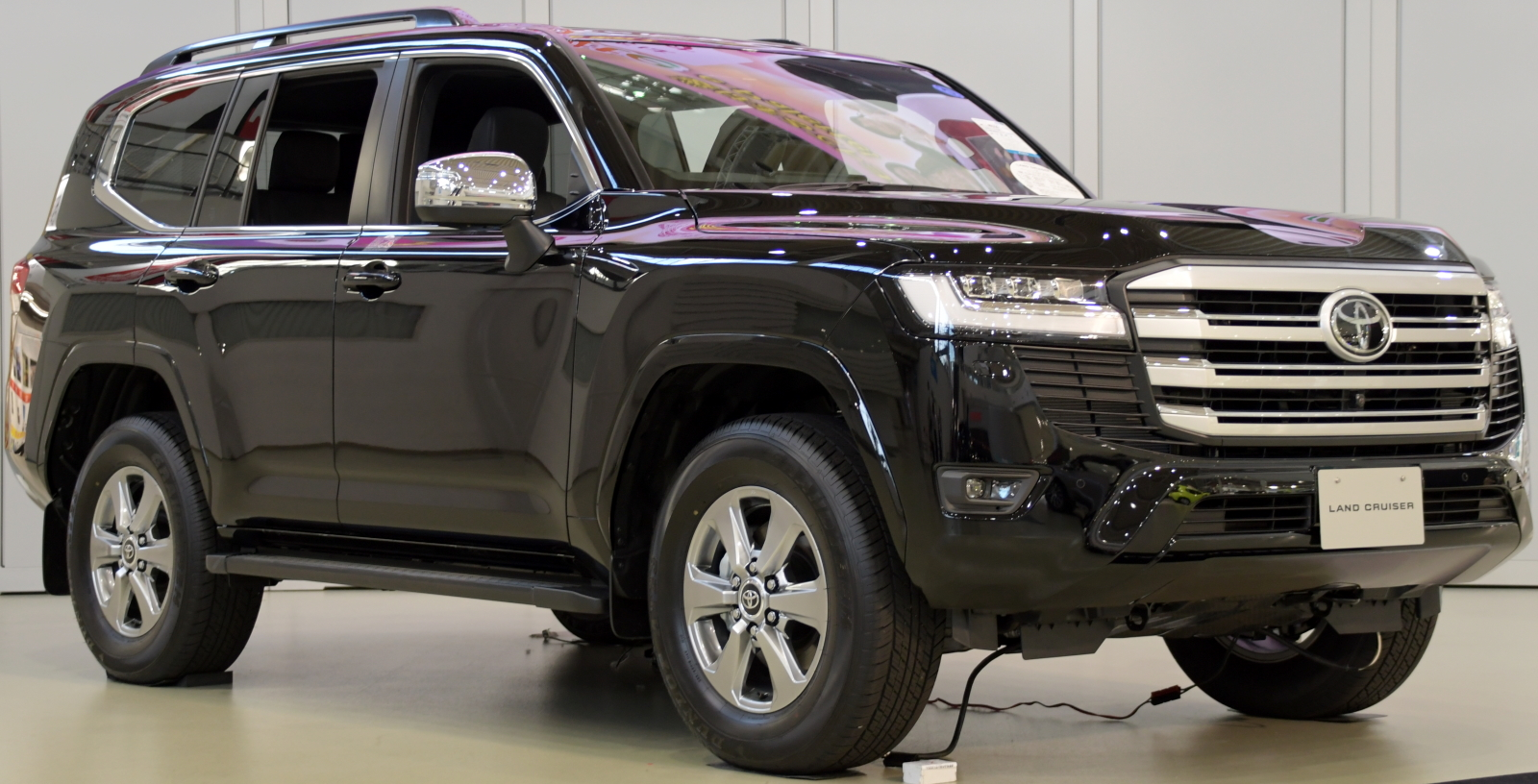
Toyota Land Cruiser (2022)

Az utcai terepjáró (egyes megfogalmazásban szabadidő-autó) az 1990-es évek elején Amerikában megjelent gépjármű-kategória, amely a terepjárók (dzsipek) előnyeit és a személyautók kényelmi funkcióit ötvözi magába. Jelenleg a legnépszerűbb gépjármű-kategóriák egyike s ezért világszerte elterjedtek.

## Története, jellege
Igényesebb terepjárók már az 1960-as évektől kezdtek megjelenni, de a hagyományos értelemben utcai terepjáróknak nevezhető járművek az 1990-es években terjedtek el. Az angol megnevezésük, a Sport Utility Vehicle (rövidítve SUV, magyar fordításban sportcélú haszonjármű) arra utal, hogy eredetileg sporttevékenységet űzőknek, túrázásra, horgászóhely, sípálya megközelítésére szánták a katonai terepjárók eme úriasabb utódait, ám a tapasztalat azt mutatja, hogy főleg aszfaltozott utakon használják őket. A népszerűvé válás miatt sok autógyár kínálatába bekerültek, olyanokéba is, akik korábban semmilyen terepjárót nem gyártottak (BMW, Porsche stb.), ahogy ismert terepjárómárkák is jelentkeztek ilyen autókkal (Jeep, Land Rover stb.). Utóbb megjelentek a hagyományos terepjárók „utcásított” változatai is, ahol az eredetileg puritánabb kinézetű és felszereltségű típust javították fel külsőleg és belsőleg. 
Később jelentek meg az úgynevezett crossoverek, melyek az utcai terepjárók kisebb változatai: kisebb kasztni és rövidebb tengelytáv jellemzi őket kisebb csomagtérrel; leginkább egy ferde hátú személyautó magasított, terepesített kiviteléhez hasonlítanak. 
Meghajtás szempontjából lehetnek kétkerék-meghajtású (2WD) és négykerék-meghajtású (4WD vagy 4×4) változatok is. Működhetnek benzinnel, gázolajjal, és az utóbbi időben bioüzemanyaggal, hibridautóként és elektromos autóként is.
A benne ülőknek általában nagyobb biztonságérzetet nyújt, mint egy személyautó. Ütközéses karambolnál ez valóban így van, de a megemelt padlólemez miatt a kisodródás, felborulás veszélye nagyobb a magasabb súlypont miatt. További gond, hogy városi közlekedésben a viszonylag magas orr-rész miatt súlyosabb sérüléseket okozhatnak a gyalogosoknak gázolás esetén, mint a megszokott városi autók. Hátrány még a személyautókhoz képest nagyobb üzemanyag-fogyasztás, de mivel az utcai terepjárók ma státuszszimbólumnak számítanak, így főként olyanok vásárolják, akik a többletköltségeket megengedhetik maguknak. 
Egyes környezetvédők – a magas fogyasztás és az ezzel járó nagyobb mennyiségű károsanyag-kibocsátás miatt – vissza szeretnék szorítani az utcai terepjárók elterjedését, ám ez a kategória népszerűsége miatt nehéz feladat. De arra vannak határozott jelek, hogy a gyártók megpróbálnak a környezetvédelmi igényeknek jobban megfelelő modelleket tervezni és gyártani.

## Modellek

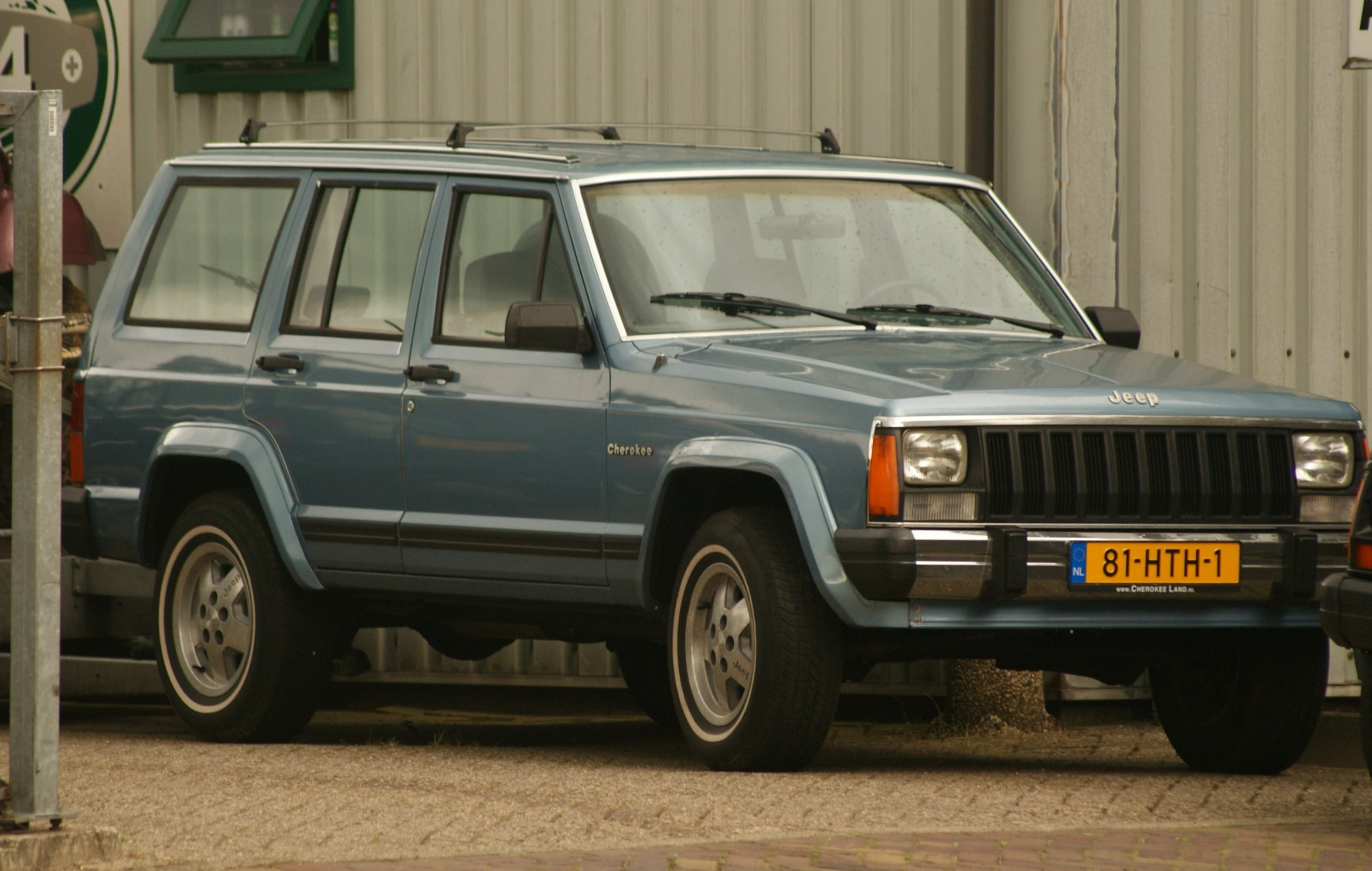
Jeep Cherokee XJ (1985)

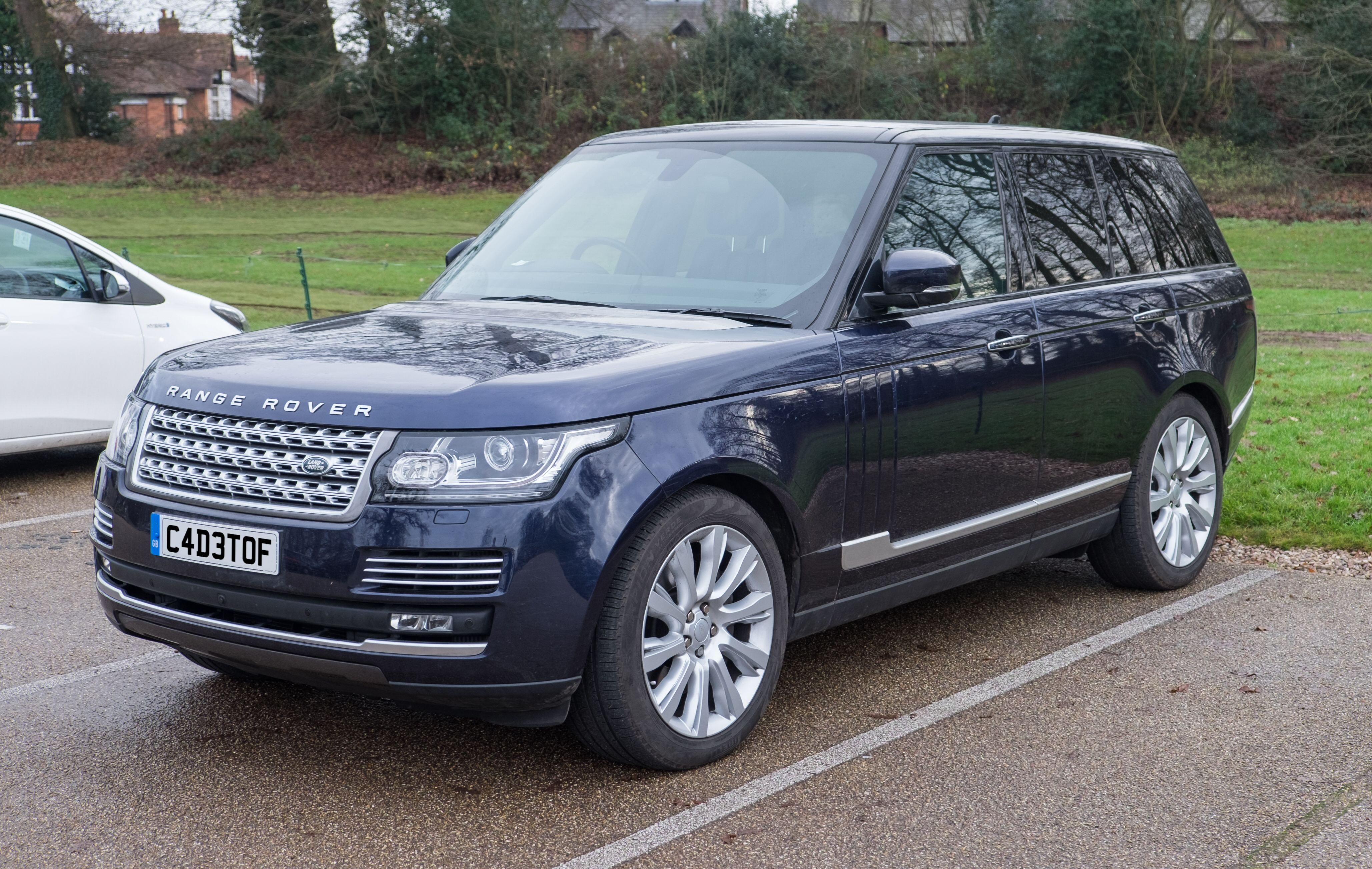
Land Rover Range Rover (2016)

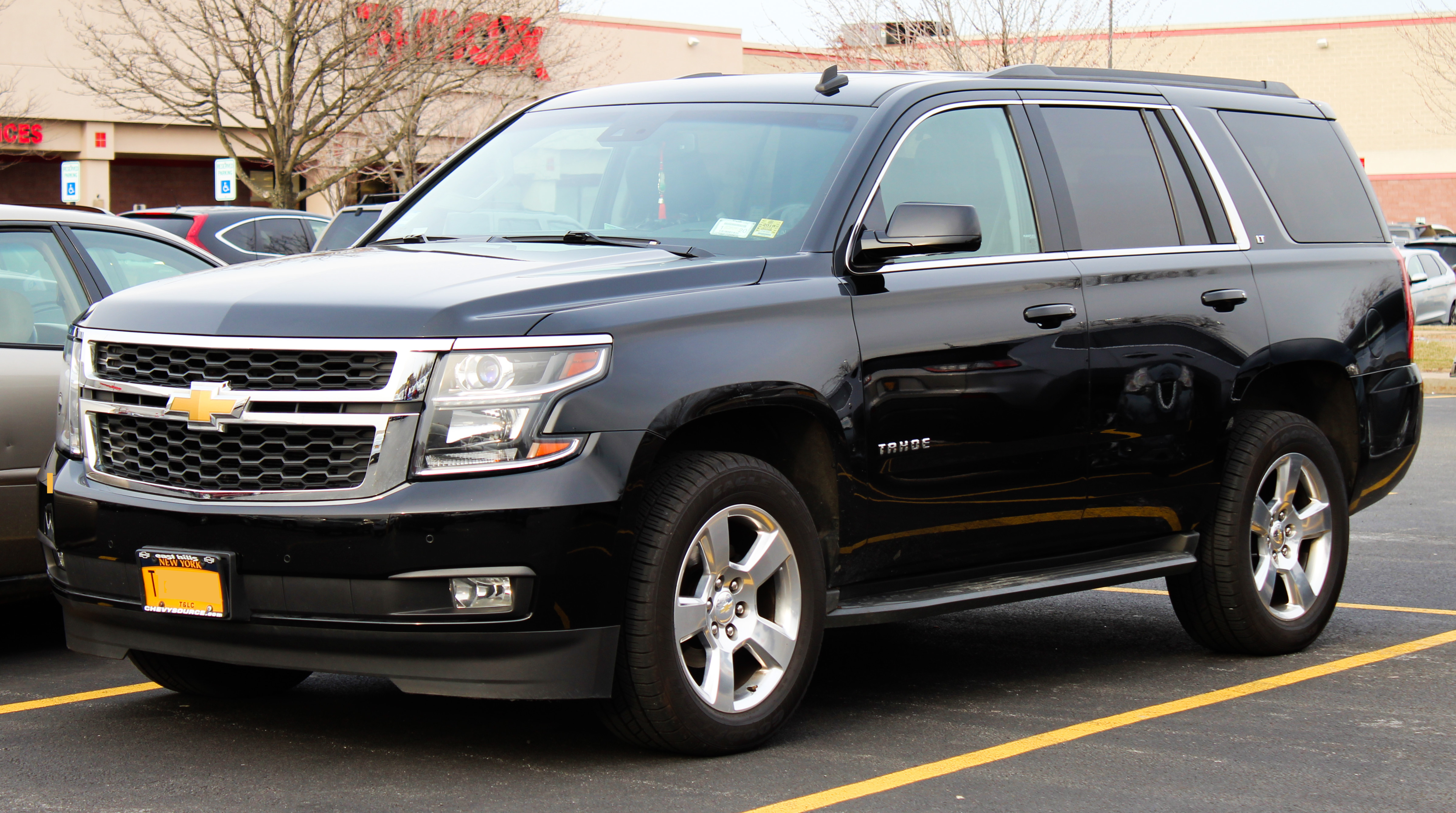
Chevrolet Tahoe LT 5.3L (2015)

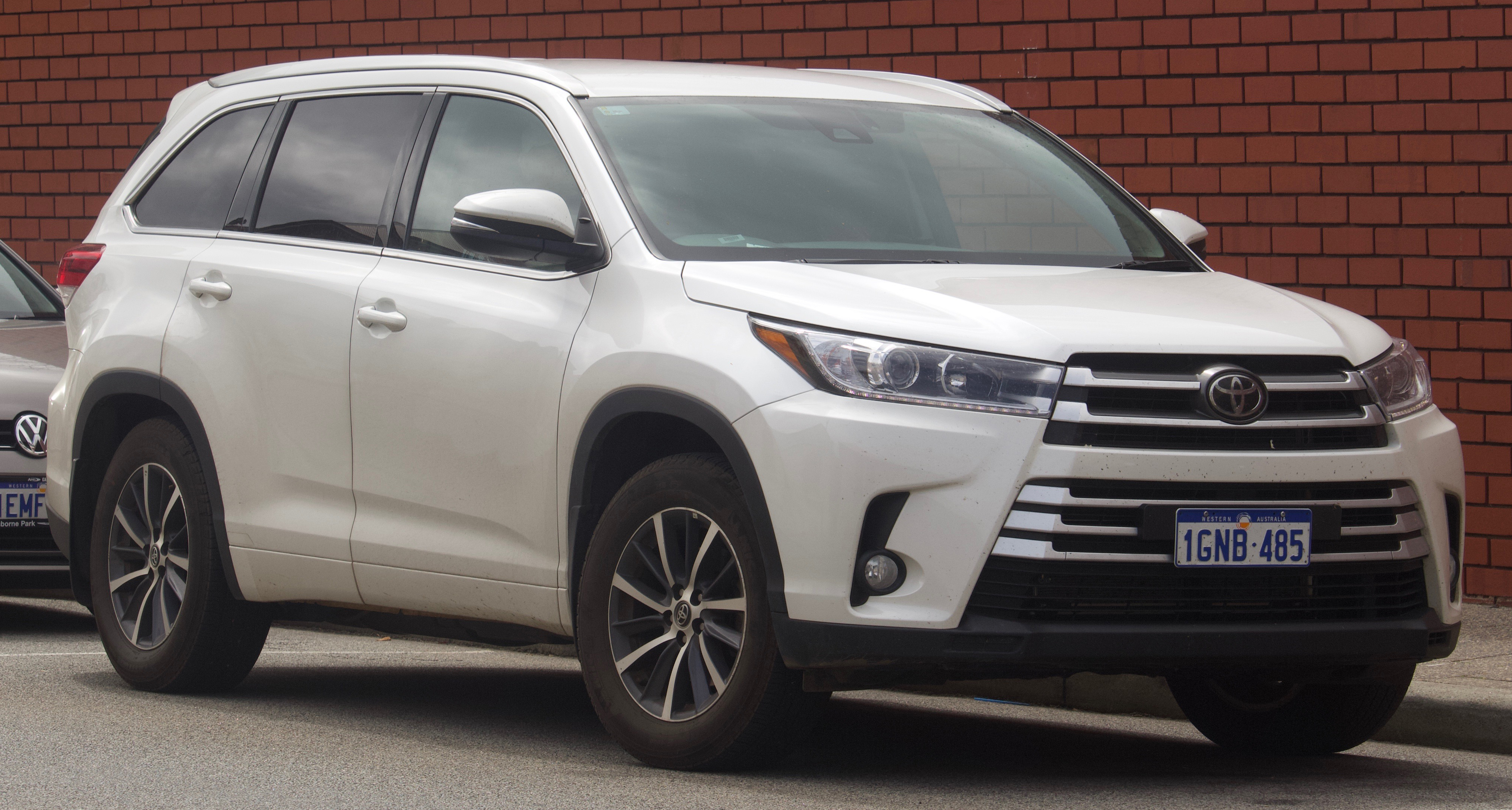
Toyota Highlander/Kluger (GSU55R) GXL wagon (2018)

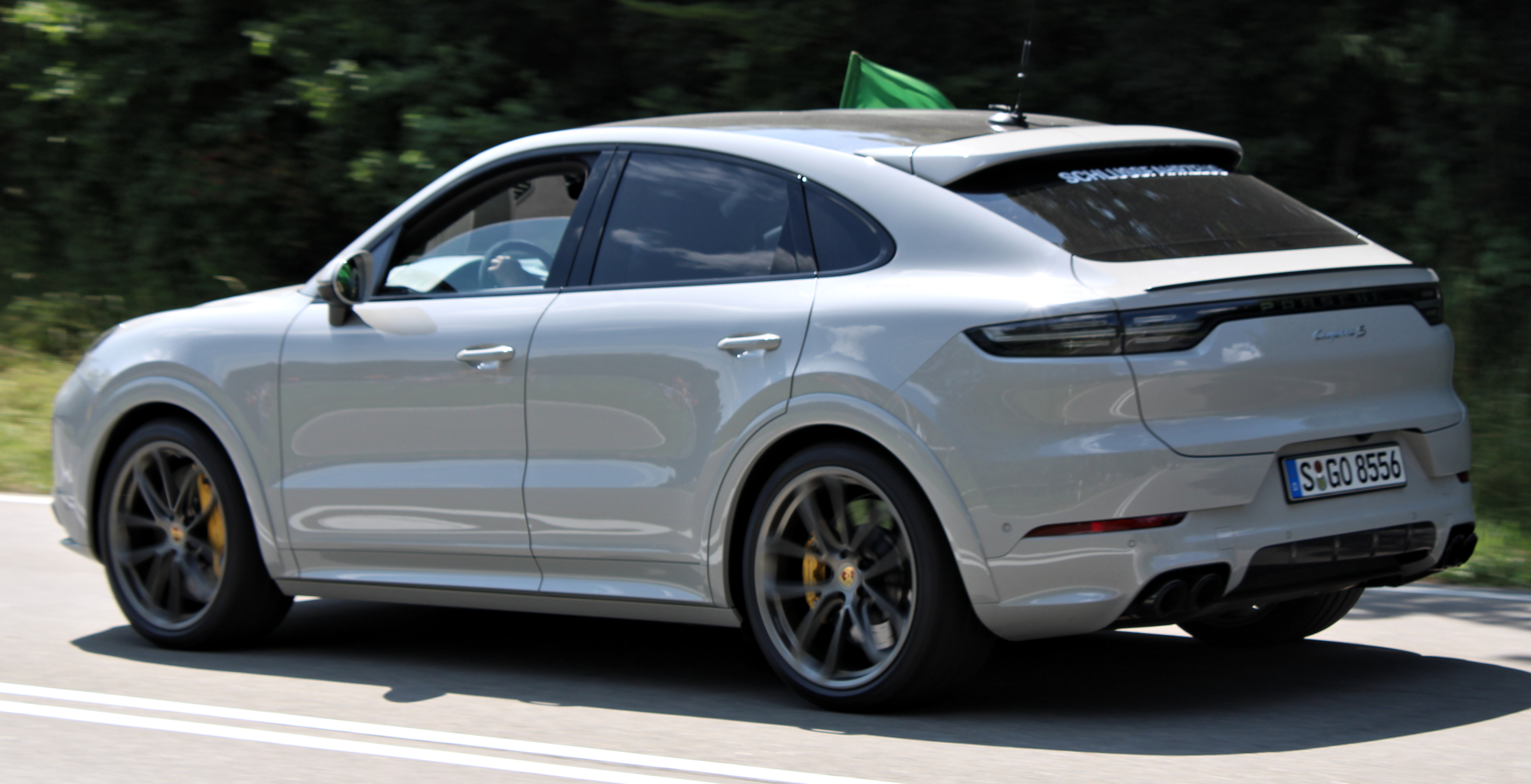
Porsche Cayenne Coupé S (2019)

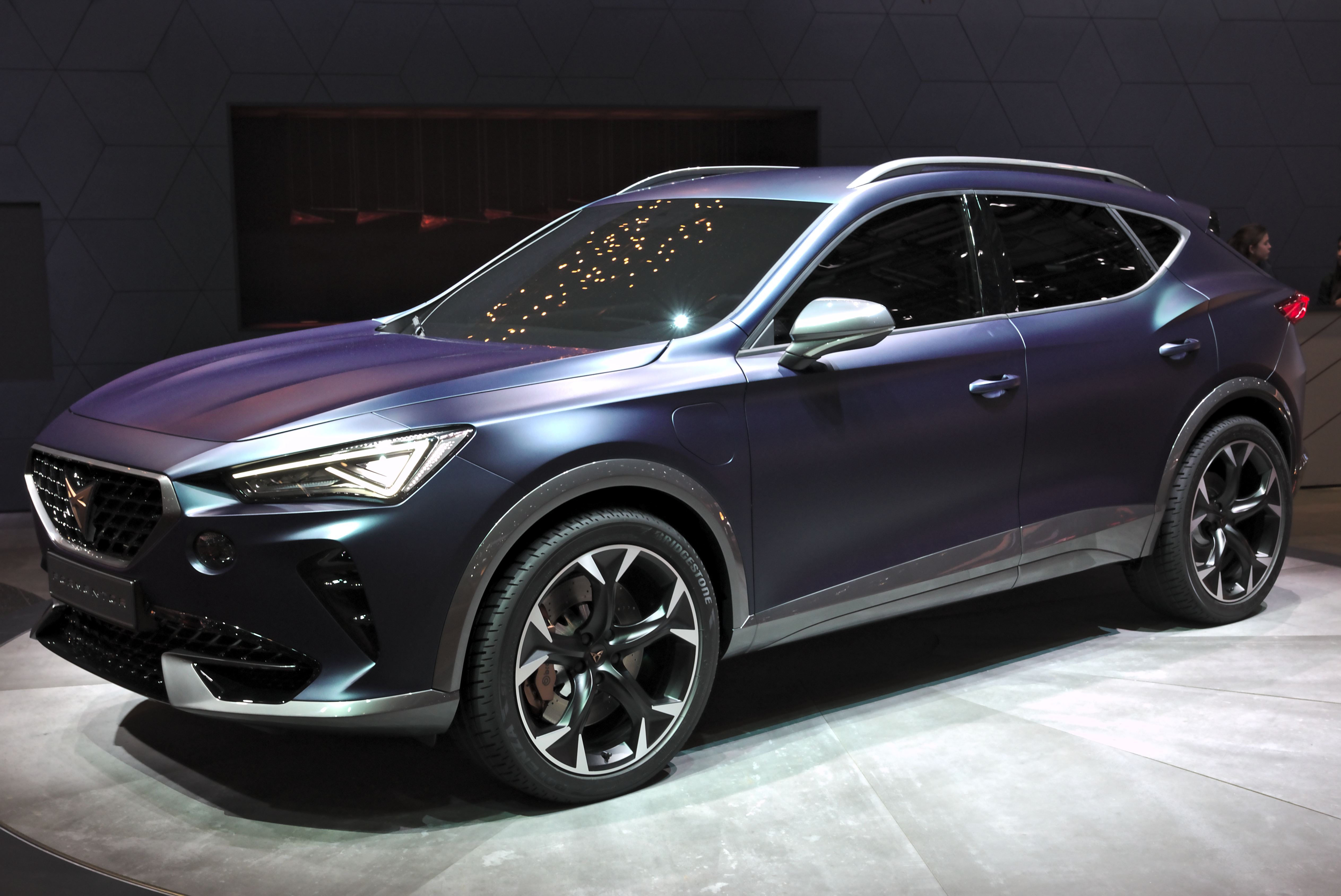
Cupra Formentor (2019)

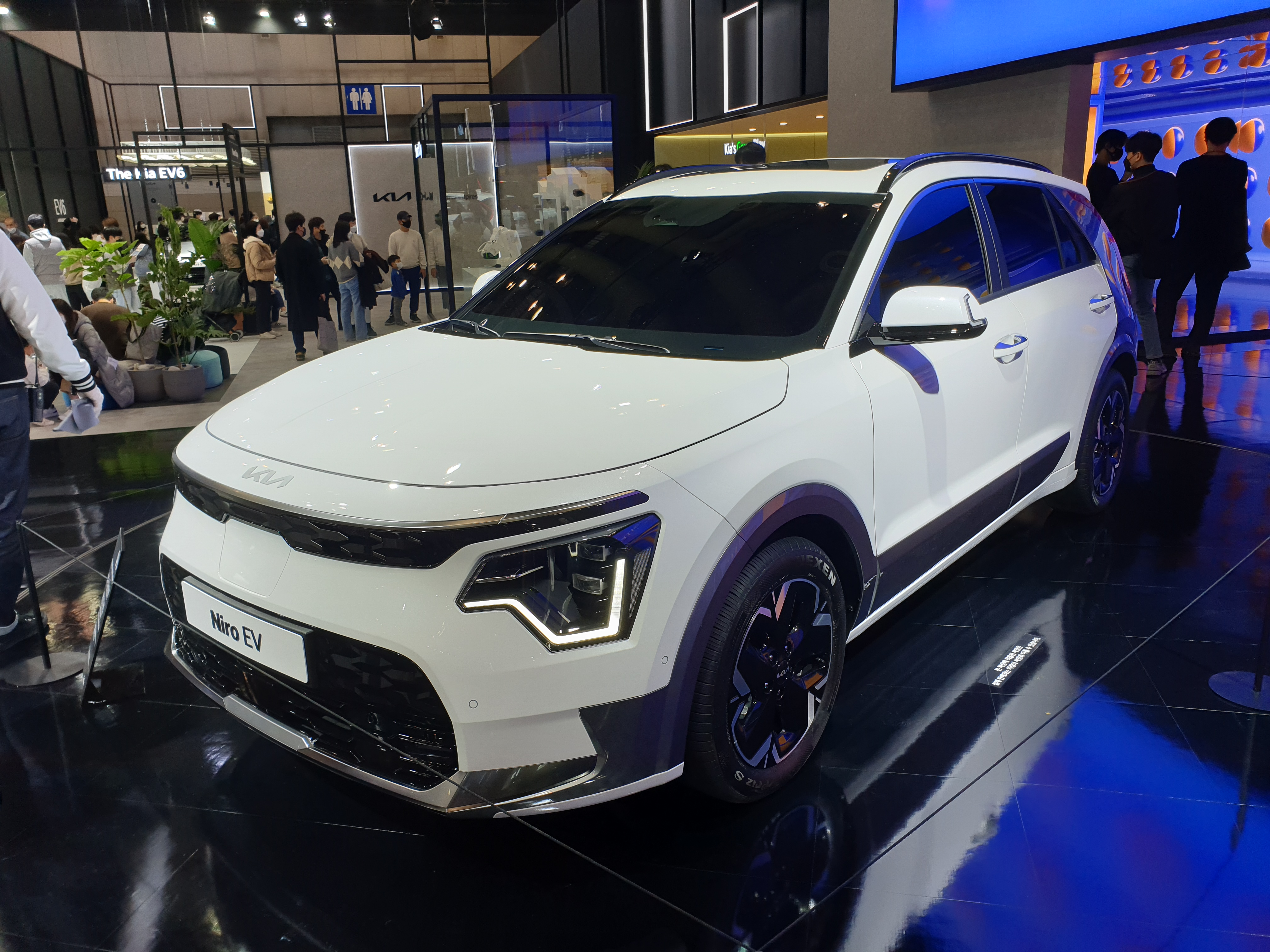
Kia Niro EV (2022)

Néhány tipikus, közismert utcai terepjáró, a teljesség igénye nélkül:
| Márka        | Modellek                                                  |
| ------------ | --------------------------------------------------------- |
| Cadillac     | Escalade                                                  |
| Lincoln      | Navigator                                                 |
| Chevrolet    | Tahoe, Suburban                                           |
| GMC          | Yukon                                                     |
| Alfa Romeo   | Stelvio                                                   |
| Aston Martin | DBX                                                       |
| Audi         | Q1, Q2, Q3, Q5, Q7, Q8                                    |
| BMW          | iX1, iX2, iX3, X1, X2, X3, X4, X5, X6, X7                 |
| Mercedes     | GLS, GLK, GLC, GLE, GLA, GLB, EQC                         |
| Nissan       | Patrol, Terrano II, Pathfinder, Qashqai, X-Trail          |
| Ford         | Kuga, Edge, Explorer                                      |
| Dacia        | Duster                                                    |
| Bentley      | Bentayga                                                  |
| Citroën      | C3 Aircross, C4 Aircross, C5 Aircross                     |
| Cupra        | Formentor                                                 |
| Ferrari      | Purosangue                                                |
| Jaguar       | F-Pace                                                    |
| Kia          | Sorento, Stonic, XCeed, Niro, Niro EV, Sportage           |
| Jeep         | Cherokee, Compass, Renegade, Wrangler                     |
| Land Rover   | Discovery, Freelander, Evoque                             |
| Lexus        | GX, LX, NX, RX, UX                                        |
| Lamborghini  | Urus                                                      |
| Toyota       | RAV4, Land Cruiser, Highlander, Yaris Cross               |
| Honda        | H-RV, C-RV                                                |
| Hyundai      | Kona, Kona Electric, Nexo, Tucson, Santa Fe               |
| Maserati     | Levante                                                   |
| Mazda        | Tribute, CX-3, CX-4, CX-5, CX-7, CX-8, CX-9, CX-30, MX-30 |
| Mitsubishi   | ASX, Eclipse Cross, Outlander, Pajero                     |
| Opel         | Mokka, Antara, Grandland X                                |
| Peugeot      | 4007, 2008, 3008, 4008, 5008                              |
| Porsche      | Cayenne, Macan                                            |
| Renault      | Captur, Kadjar, Koleos, Arkana                            |
| Rolls-Royce  | Cullinan                                                  |
| SsangYong    | Korando, Rexton, Tivoli, XLV                              |
| Škoda        | Yeti, Kodiaq, Karoq, Kamiq                                |
| SEAT         | Arona, Ateca, Tarraco                                     |
| Subaru       | Outback, Forester, XV, Ascent, Crosstrek                  |
| Suzuki       | Jimny/Samurai, Vitara, SX4 S-Cross                        |
| Volkswagen   | Touareg, Tiguan, T-Roc, T-Cross, Atlas, ID.4, ID.5        |
| Volvo        | EC40, EX40, XC40, XC60, XC90                              |